# Carlos Sastre Varela
Carlos Sastre Varela (Madrid, 3 d'agost de 1968) és un exfutbolista madrileny, que jugava de migcampista.
Sastre va destacar a les files del CF Extremadura, jugant a un bon nivell entre 1994 i 1996. Aquesta darrera campanya, a més a més, va viure l'ascens a Primera de l'equip extremeny. Però, el madrileny va fitxar per la SD Compostela. Amb els gallecs va jugar només 4 partits de la temporada 96/97, els únics de la seua carrera a Primera. La campanya següent la va iniciar al Compostela, però al no fer-se un lloc, va marxar al Rayo Vallecano, de Segona, on jugaria 16 partits de la temporada 97/98.
Es va retirar al Llevant UE, el 1999, equip que li va oferir continuar lligat a l'entitat com a integrant de la secretaria tècnica.